# Willie King
Pour les articles homonymes, voir King.
Willie King (18 mars 1943 Prairie Point (Mississippi) - 8 mars 2009 Memphis (Alabama) ) est un chanteur et guitariste américain de blues originaire de l'Alabama.
Il a commencé sa carrière dans une plantation pour ensuite se produire, des années plus tard dans les festivals les plus prestigieux d'Europe. Il a été nommé artiste de blues de l’année par le magazine Living Blues en 2004. Il apparaît en 2003 dans le documentaire de Martin Scorsese Feel Like Going Home.
Il est mort le dimanche 8 mars 2009 à l'âge de 65 ans, victime d’une attaque cardiaque.

## Récompenses
- Alabama State Council on the Arts 2004 Artist Fellowship
- Howlin' Wolf Hall of Fame Inducted September 2, 2005
- Living Blues 2003 Blues Artist of the Year, Best Song, Best Cover Art
- Living Blues 2001 Best Blues Artist
- Living Blues 2000 Best Blues Album, Best Contemporary Blues Album

## Nominations
- Blues Music Awards 2006 Traditional Album of the Year
- Blues Music Awards 2006 Traditonal Blues Male Artist of the Year
- W. C. Handy 2004 Traditional Male Artist
- W. C. Handy 2003 Traditional Blues Album of the Year, Blues Song of the Year
- Living Blues 2003 Best Live Performer
- W. C. Handy 2001 Best New Artist of the Year